# Jogo eletrônico de corrida interminável
Um jogo eletrônico de corrida interminável (também conhecido como corrida infinita ou corrida sem fim; do inglês: endless runner) é um subgênero de jogos eletrônicos de plataforma no qual o personagem do jogador é forçado a correr por uma quantidade infinita de tempo enquanto desvia de obstáculos. O objetivo do jogador é alcançar uma pontuação alta sobrevivendo o maior tempo possível. O gênero se tornou popular em dispositivos móveis após o sucesso de Temple Run, com Jetpack Joyride, Canabalt e Subway Surfers sendo outros exemplos populares. Sua popularidade é atribuída à sua jogabilidade simples que funciona bem em dispositivos com tela sensível ao toque.

## Conceito
Os jogos eletrônicos de corrida interminável podem ser de rolagem lateral, como nos primeiros títulos do gênero, de cima para baixo ou 3D, mas o jogador é colocado em uma fase sem fim no qual o personagem avança automaticamente. A única forma de controle do jogador é fazer o personagem desviar de obstáculos, seja movendo-os para fora do caminho ou usando um botão específico. Alguma forma de pontos, moeda ou outras recompensas são obtidas ao longo do tempo manobrando na fase ou simplesmente permanecendo vivo por mais tempo. O jogo aumenta progressivamente em dificuldade com o passar do tempo. O jogador termina o jogo se for impedido o suficiente pelos obstáculos a ponto de ser "apanhado" por quem quer que o esteja perseguindo e morrer.

## História
Jogos mais antigos, como B.C.'s Quest for Tires, de 1983, apresentavam designs semelhantes aos títulos modernos de corrida interminável. No entanto, enquanto B.C.'s Quest foi considerado um sucesso comercial para a época, seu design não foi copiado. A corrida interminável como um subgênero só foi criado após o lançamento de Canabalt, um jogo eletrônico independente de 2009 desenvolvido por Adam Saltsman no qual um executivo foge de uma cidade sendo destruída por robôs gigantes. Ele permite que o personagem salte e desvie de obstáculos quando a tela é tocada, superando uma limitação de design causada pela simplicidade das telas sensíveis ao toque dos smartphones. A Adult Swim Games logo pediu permissão a Saltsman para adaptar o design de Canabalt em seu próprio título, e lançou Robot Unicorn Attack em 2010. Tornou-se um meme na Internet devido ao maior público da Adult Swim e seus temas peculiares. Depois de apenas alguns meses, a App Store estava cheia de clones de jogos de corrida interminável.
O gênero foi construído com novas ideias nos jogos posteriores, com Jetpack Joyride, que inclui veículos, e Temple Run introduzindo um ponto de visão sobre o ombro em 3D. A série Bit.Trip adicionou elementos de jogo de ritmo. Com o passar do tempo, várias grandes franquias adaptaram sua jogabilidade em spin-offs móveis de jogos de corrida interminável, incluindo Sonic Dash de 2013, e Lara Croft: Relic Run de 2015.

## Popularidade
Endless Runners tornou-se conhecido pelo seu jogo viciante. Isto também levou a que fossem monetizados através do modelo Free to Play. As tácticas de monetização utilizadas em Infinite Runners incluíam moedas virtuais (utilização de compras na aplicação em dispositivos móveis e apoio:
1. Progresso acelerado (para evitar a repetição das fases iniciais do jogo)
2. Crédito para prolongar o jogo (por exemplo, com vidas extra) e evitar o fim do jogo (mas isto é frequentemente considerado batota)
3. Personalizar ou desbloquear novas personagens principais
4. Comparação das avaliações sociais
5. Publicidade

Na década de 2010, vários franchises importantes adaptaram a sua jogabilidade a jogos de corrida sem fim para dispositivos móveis. Estes incluíam reinicializações de jogos de vídeo clássicos em corredores intermináveis, incluindo títulos bem conhecidos como Pitfall! (2012), Rayman Jungle Run (2012), Rayman Fiesta Run e Pac-Man Dash! (2013), Crossy Road (2014) e Pac-Man 256 (2015). Os títulos originais perdiam-se muitas vezes num mar de títulos genéricos, sendo as raras excepções Race The Sun (2013) e Alto's Adventure (2015), que receberam críticas positivas. 
O Dinosaur Game (2014) da Google foi lançado no auge da loucura das corridas intermináveis e, em setembro de 2018, os criadores informaram que era jogado cerca de 270 milhões de vezes por mês. No Chrome, quando não há ligação à Internet e é apresentada a mensagem de erro "No Internet", é apresentado um tiranossauro rex de "8 bits" na parte superior, mas quando se prime a barra de espaços do teclado, se clica nele ou se toca em dispositivos tácteis, o tiranossauro salta instantaneamente uma vez e corre através de um deserto coberto de cactos, mostrando que se trata de um ovo de Páscoa em forma de jogo de plataformas. O objetivo é sobreviver o máximo de tempo possível. O jogo em si é um endless runner, e não há limite de tempo para o jogo, que progride mais rapidamente e periodicamente se transforma em fundos pretos. O diretor da escola ou da empresa pode encerrar o jogo.
Mais tarde, a Microsoft fez o mesmo com o Surf (2020). Após a década de 2010, o formato foi criticado por ser pouco inspirador, especialmente no caso de franquias adaptadas, e pela falta de inovação constante do género.